# Obrzęk głodowy

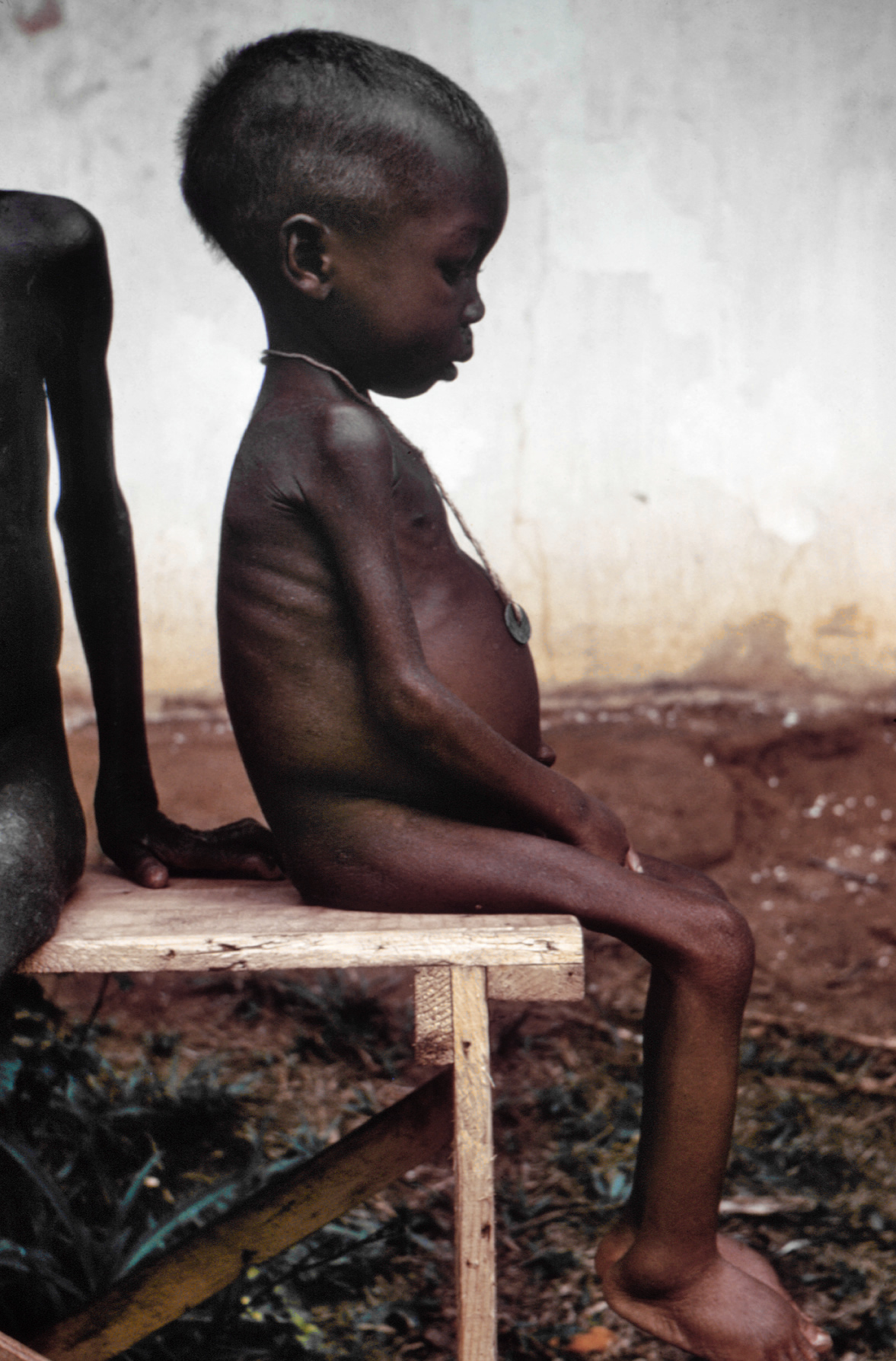
Dziewczynka z widocznymi objawami obrzęku głodowego. Dziecko chore na kwashiorkor, przebywające w obozie dla uchodźców. Jedna z wielu ofiar wojny domowej w Nigerii z secesjonistyczną Biafrą w latach 1967–1970

Obrzęk głodowy – obrzęk zlokalizowany w różnych częściach ciała (jama brzuszna, jamy opłucnowe, moszna, tkanka podskórna) spowodowany niedożywieniem lub całkowitym brakiem pokarmu. Spowodowany jest procesem rozkładania białek w organizmie przy braku tłuszczów i węglowodanów.